# 2006 au Vatican
Chronologie du Vatican
- 2002
- 2003
- 2004
- 2005
- 2006
- 2007
- 2008
- 2009
- 2010

## Administration
- Pape : Benoît XVI
- Président du Gouvernorat : Edmund Casimir Szoka puis Giovanni Lajolo
- Camerlingue de la Sainte Église romaine : Eduardo Martínez Somalo
- Cardinal secrétaire d'État : Angelo Sodano puis Tarcisio Bertone

## Chronologie

### Septembre 2006
- 15 septembre 2006 : 
  - Nomination du cardinal Tarcisio Bertone comme Secrétaire d’État en remplacement du cardinal Angelo Sodano[1].
  - Nomination de Mgr Giovanni Lajolo comme président du Gouvernorat de l'État de la Cité du Vatican en remplacement du cardinal Edmund Casimir Szoka.
  - Nomination de Mgr Dominique Mamberti comme secrétaire pour les relations avec les États de la secrétairerie d'État en remplacement de Mgr Giovanni Lajolo[1].